# Хронологія громадянської війни в Сомалі (2024)
Це хронологія подій громадянської війни в Сомалі за 2024 рік.

## Хронологія

### Січень
- 10 січня - Бойовики «Аш-Шабааб» атакували гелікоптер ООН і змусили його здійснити вимушену посадку. Потім вони спалили вертоліт і захопили більшу частину екіпажу з дев'яти осіб. Після інциденту одна людина загинула, ще двоє зникли безвісти[1].
- 11 січня - «Аш-Шабааб» випустив кілька мінометних снарядів по міжнародному аеропорту Аден-Адде, в результаті чого загинув угандійський військовослужбовець підрозділу охорони ООН[2].
- 16 січня - «Аш-Шабааб» взяв на себе відповідальність за підрив терориста-смертника в Могадішо, в результаті якого загинули три людини і ще двоє отримали поранення[3].
- 21 січня - США завдали ударів на північний схід від Кісмайо, знищивши трьох бойовиків «Аш-Шабааб»[4].
- 24 січня - внаслідок авіаудару сомалійських збройних сил у Гальхарі було вбито щонайменше 20 бойовиків «Аш-Шабааб».

### Лютий
- 4 лютого - Семеро людей, у тому числі шестеро ефіопців, загинули в результаті стрілянини, яку, ймовірно, влаштував «Аш-Шабаб» у Белед-Хаво[5].

### Березень
- 14 березня - Напад на готель SYL в Могадішо та облога

### Квітень
- 15 квітня - П'ять бойовиків «Аш-Шабааб» були знищені в ході операції, проведеної силами СНС в районах Булабурте і Халган області Хайран[6].
- 26 квітня - Сомалійська національна армія знищила близько тридцяти бойовиків «Аль-Шабааб» під час операції в регіоні Мудуг в Сомалі[7].

### Травень
- 16 травня - Сомалійська національна армія знищила близько 9 і поранила 10 бойовиків «Аш-Шабааб» в ході окремих операцій в регіонах Галгадуд і Нижнє Шабелле[8].

### Червень
- 8 червня - Битва під Ель Дер.

### Липень
- 13 липня - Напад на в'язницю в Могадішо.
- 14 липня - Терорист-смертник «Аш-Шабааб» припаркував начинений вибухівкою автомобіль біля кав'ярні Top Cafe, де люди дивилися фінальний футбольний матч Євро-2024 біля Далджирка Даахсун у Бундхірі, Могадішо. Вибух призвів до загибелі понад дев'яти осіб і поранення ще 20 осіб[9].
- 15 липня - Дванадцять осіб, у тому числі двоє солдатів, були вбиті в результаті бійки в селі Шиіламадау поблизу ефіопсько-сомалійського кордону в 20 кілометрах на північний захід від району Абудвак. Бій стався між солдатами NISA з Галмудуга і місцевими ополченцями через дві вантажівки зброї, нелегально ввезеної з Ефіопії[10].